# Moses I
Pour les articles homonymes, voir Moses.
Moses I est un chanteur de reggae jamaïcain. 

## Carrière
Il s'est fait connaître grâce à Capleton et il est membre de David House. Il enregistra d'ailleurs un énorme fat-single en combinaison avec King Shango intitulé crazy looks. Trois ans après ce tube il sort son premier album solo, More than a dream. Il contient à nouveau un morceau featuring Prophet, fire is burning, qui s'impose dès sa sortie comme un nouveau hit. 
Earl 'Chinna' Smith et Sly Dunbar, entre autres, ont activement participé à l'élaboration de cet album.

## Discographie
- 2003 - More than a dream (V1/Next)